# Marie Claire Tchecola
Marie Claire Tchecola est une infirmière guinéenne et survivante de la maladie à virus Ebola. Elle est également une militante sociale qui agit pour éduquer sur la maladie et lutter contre la stigmatisation des personnes qui souffrent de la maladie. Elle obtient, le 6 mars 2015, le Prix international de la femme de courage.

## Biographie
Marie Claire Tchecola grandit dans un petit village guinéen près de la frontière sénégalaise. Elle est la première femme, dans sa famille, à recevoir une éducation scolaire. Après l'obtention de son diplôme d'infirmière elle travaille à l'hôpital Donka de Conakry.

## Parcours
En juillet 2014, elle contracte le virus Ebola, tout en traitant une patiente gravement malade. Une pénurie de travailleurs de la santé et d' équipements de protection de base provoque une situation d'urgence en Afrique de l'Ouest où la maladie se propage rapidement. Tchecola reconnaît rapidement les symptômes de la maladie et se rend d'elle-même dans un centre de traitement pour ne pas la propager.

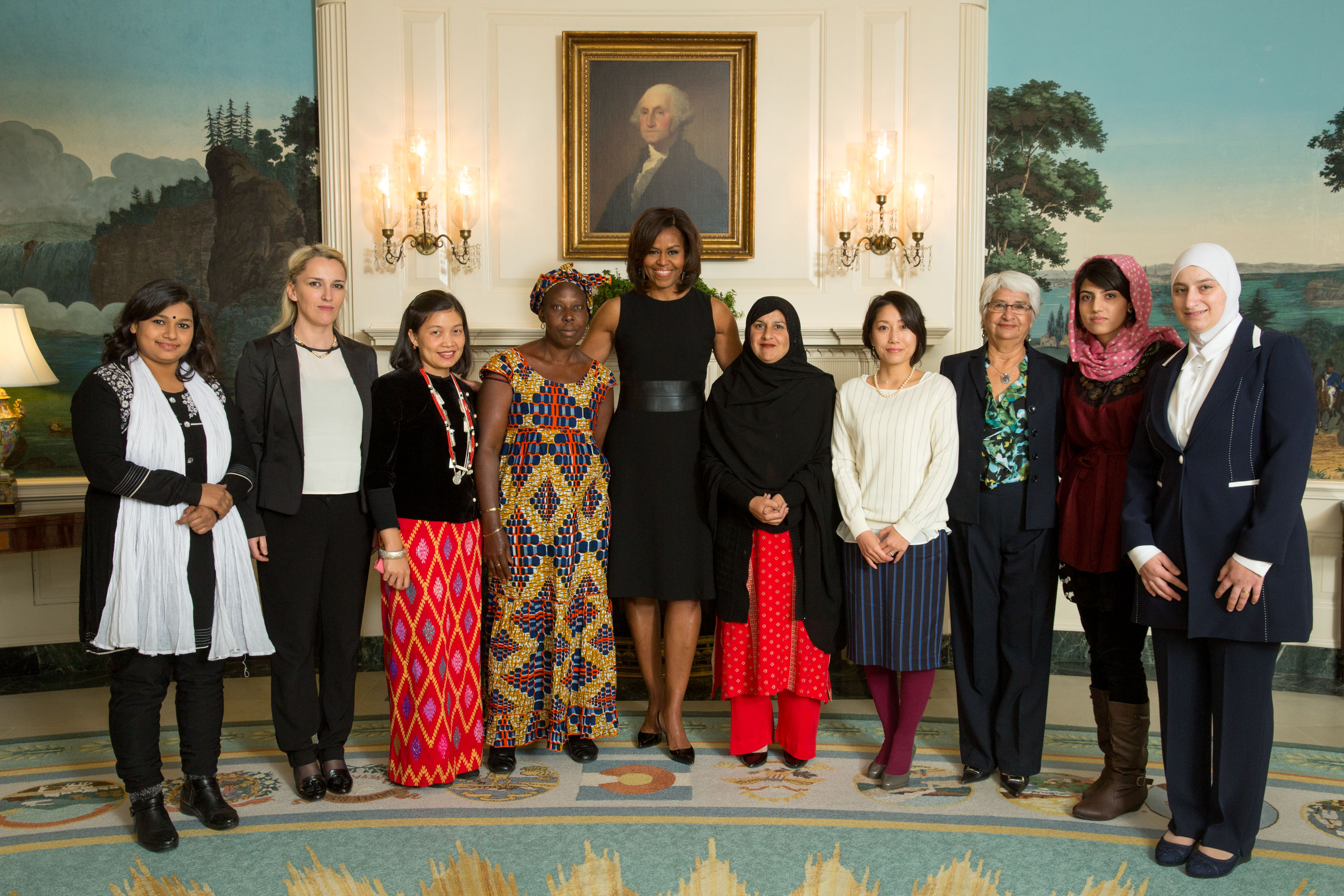
Michelle Obama avec les récipiendaires du prix International de la femme du courage en 2015

Après s'être remise de la maladie, elle retourne au travail en tant qu'infirmière aux urgences à l'hôpital Donka, mais elle y subit la stigmatisation. Elle sera également expulsée de son domicile, par son propriétaire, en raison de sa maladie. Elle est une membre active de l'association des survivants d'Ebola en Guinée.

## Prix et reconnaissance
- 2015 : le Prix international de la femme de courage[2].